# 181-й мотострелковый полк
181-й мотострелковый полк (181 МСП) — воинская часть Сухопутных войск ВС СССР.

С 28 августа по 8 ноября 1941 года в районном центре Сакмара Чкаловской области проходило формирование 1197 стрелкового полка 360 стрелковой дивизии.
В декабре 1941 года полк в составе дивизии убыл на фронт для участия в обороне Москвы.
Боевое крещение полк принял у деревни Глазуны Калининской (ныне Тверской) области 9 января 1942 года, успешно выполнив задачу по совершению четырёхдневного марша от озера Селигер до деревни Глазуны и выходу в тыл противника.
Полк участвовал в разгроме Рижской группировки противника, освобождал территорию Латвии.
После 9 мая 1945 года полк вёл разоружение капитулировавших частей немецкой армии в районе города Сабиле.
За период Великой Отечественной войны полк с боями прошёл 850 километров, освободил около 800 населённых пунктов.
1197 стрелковый полк получил благодарности Верховного Главнокомандующего:
7 октября 1943 года за Невельскую операцию
28 июля 1944 года за Полоцкую операцию
9 августа 1944 года за прорыв обороны немцев в Прибалтике.
В сентябре 1945 года полк в составе 360-й стрелковой дивизии передислоцировался в город Термез Узбекской ССР.
В 1955 году в соответствии с директивой Генерального штаба ВС СССР 1197 стрелковый полк 360 стрелковой дивизии был переименован в 181-й стрелковый полк, в дальнейшем из стрелкового полка он стал мотострелковым.
С 1957 года по приказу Туркестанского военного округа (ТуркВО) 181-й мотострелковый полк в составе 108-й мотострелковой дивизии.
26 декабря 1979 года 181-й мотострелковый полк в составе главных сил 108-й мотострелковой дивизии перешёл Государственную границу СССР с Афганистаном в районе города Термез для оказания военной помощи Демократической республики Афганистан (ДРА).
Первое место дислокации полка — район Пули-Чархи.
Основное место дислокации — пригород Кабула Хайр-Хана (Khair Khāna), известный также, как Тёплый Стан.
Полк все годы нахождения на территории Афганистана принимал активное участие практически во всех боевых операциях, проводимых командованием 40-й общевойсковой армии на пространстве от Хайратона до Кандагара. В частности полк ежегодно участвовал в армейской операции по проводке колонн на Файзабад, а в 1988 году участвовал в обеспечении безопасного вывода 860-го мотострелкового полка из Файзабада на территорию СССР. В августе 1988 года полк обеспечивал прикрытие вывода на Родину частей и подразделений 201-й мотострелковой дивизии из провинции Кундуз. После вывода 201-й дивизии душманы немедленно захватили оставленные ею для афганской правительственной армии военные городки и склады вместе с центром провинции городом Кундуз. В распоряжении мятежников оказались запасы боеприпасов, продовольствия, ГСМ и иного военного имущества, которые были рассчитаны на месяц активного ведения боевых действий 201-й дивизии. 181-му мотострелковому полку пришлось совершить марш из Кабула в Кундуз, пройдя при этом самый высокогорный перевал Саланг ночью, и выбить бандформирования с захваченных позиций. 
Отдельной страницей в истории полка стало его участие в ноябре 1987 - январе 1988 года в армейской операции "Магистраль" по деблокаде города Хост - центра одноимённой провинции. Полк был единственной советской воинской частью на территории провинции и был переброшен туда по воздуху самолётами военно-транспортной операции без штатной бронетехники. Горные роты 3-го мотострелкового батальона полка оседлали все господствующие высоты на подступах к Хосту и тем самым полностью исключили возможность манёвра для бандформирований мятежников. 
3-й мотострелковый батальон (горный) полка в составе 7-й, 8-й и 9-й мотострелковых рот (горных) был одним из двух горных батальонов, имевшихся в 108-й мотострелковой дивизии. Ещё один подобный батальон был в составе 180-го мотострелкового полка (1-й мсб (горный): 1-я, 2-я и 3-я мотострелковые роты (горные)). Командиром 3-го мотострелкового батальона (горного) в 1987-1989 годах был майор Пинганов Павел Халитович. 
2-й мотострелковый батальон полка был распределён по сторожевым заставам и контролировал 50-километровый участок шоссе и прилегающую местность на участке от Кабула до поворота на Баграм. 
Противотанковая батарея и зенитно-артиллерийский дивизион стояли в боевом охранении кабульского аэропорта. 
1-й мотострелковый батальон (без 1-й мотострелковой роты) был задействован на сопровождении автомобильных колонн с воинскими грузами. 
1-я мотострелковая рота несколько лет дислоцировалась в районе н.п. Суруби в 90 километрах на восток от Кабула, являясь самой крупной заставой на маршруте Кабул-Джелалабад. Вместе с 1-й гаубичной артиллерийской батареей (4 орудия Д-30) и танковым взводом (3 танка Т-62М) рота обеспечивала  контроль над районом дислокации, охрану и оборону крупнейшей в Афганистане ГЭС Наглу, а также работу советских геологов и энергетиков, чей жилой городок располагался в н.п. Суруби. Рота была передислоцирована в расположение полка в Кабуле летом 1988 года после завершения вывода на территорию СССР 66-й отдельной мотострелковой бригады и передачи дороги Кабул-Джелалабад под контроль правительственных войск. 
8 февраля 1989 года в ходе вывода войск из Афганистана полк выполнил задачу по совершению марша, пересёк границу с СССР и вышел в район полигона города Термез.
15 марта 1989 года полк был расформирован. Боевое Знамя, Грамота и историческая справка переданы в Центральный музей Вооружённых Сил СССР (ЦМВС СССР).
Последним командиром полка (1987-1989 гг.) был подполковник Верещак Александр Максимович, пользовавшийся большим уважением у своих подчинённых и сам лично принимавший участие во всех боевых действиях полка.
Среди личного состава полка 4 Героя Советского Союза, 59 человек награждены орденом Красного Знамени, 978 человек награждены орденом Красной Звезды.
181-й мотострелковый полк был награждён Юбилейным Почётным знаком 13 декабря 1972 года от ЦК КПСС, Президиума Верховного Совета СССР, Совета Министров СССР.
Полковые сайты: http://www.181msp.ru/ и http://clubpolka.ucoz.ru/ .